# Bogusław Baczkowski
Bogusław Baczkowski, (ur. 10 sierpnia 1951 w Przasnyszu) – doktor habilitowany, specjalista ortopedii, traumatologii, i chirurgii urazowej, pracownik Wydziału Lekarskiego z Oddziałem Stomatologicznym Akademii Medycznej w Gdańsku, wiceprzewodniczący Polskiego Towarzystwa Chirurgii Ręki. 

## Życiorys
W 1977 roku ukończył studia na Wydziale Lekarskim Akademii Medycznej w Gdańsku. Specjalizacja. Specjalizację pierwszego stopnia sfinalizował w 1980 roku, a specjalizację drugiego stopnia w 1984. Dwa lata później obronił dysertację doktorską pod tytułem Ocena późnych rekonstrukcji nerwów obwodowych kończyny górnej. Promotorem był profesor Antoni Hlavaty. W 1999 roku uzyskał stopień naukowy doktora habilitowanego nauk medycznych po przedstawieniu dysertacji habilitacyjnej pod tytułem Badania kliniczne i doświadczalne nad leczeniem zaburzeń zrostu kości łódeczkowatej. 
Był kierownikiem i ordynatorem Kliniki Chirurgii Ręki przy Katedrze Ortopedii i Traumatologii Akademii Medycznej w Gdańsku. W 2011 roku objął funkcję kierowniczą w  Katedrze Ortopedii i Traumatologii Wydziału Nauk Medycznych Uniwersytetu Warmińsko-Mazurskiego w Olsztynie.
Autor wielu publikacji zamieszczanych w czasopiśmie "Ortopedia Traumatologia Rehabilitacja".

## Odznaczenia
- Złoty Krzyż Zasługi (2006)[7]